# Sarah McKenzie
Sarah McKenzie (Bendigo, 1989 –), ausztrál dzsesszzenész; énekesnő, zongorista, zeneszerző.

## Pályafutása
...bejelentkezett az ausztrál közszolgálati adónál, hogy adják ki a lemezét. Chong Lim producer az első döbbenet után egy klubban hallgatta meg 
az akkor már saját számokat is szerző Sarah-t, és azonnal javasolta szerződtetését.
„Close Your Eyes” című lemeze az ARIA díját kapta meg, mint 2012 legjobb ausztrál dzsesszalbuma. Ugyanerre a díjra kapott jelölést még 2011-ben a „We Could Be Lovers” című album.
Sokan Diana Krallhoz hasonlítják. Valóban szintén szőke, szintén vonzó, szintén zongorán kíséri önmagát, szintén a szving a zenéjének döntő területe. McKenzie azonban legalább ugyanannyira zenekarvezető, mint szólista. Nem lép ki ugyan az örökzöldek szinte kötelező hagyományos előadásmódjából, de jelentős dalszerző is.
Párizsban él.

## Albumok
- 2011: Don't Tempt Me
- 2012: Close Your Eyes
- 2014: We Could Be Lovers
- 2017: Paris in the Rain
- 2019: Secrets of My Heart

## Díjak
- ARIA Award for Best Jazz Album (2012)
- Australian Jazz Bell Awards (2015)